# Mackie
Pour les articles homonymes, voir Mackie (homonymie).

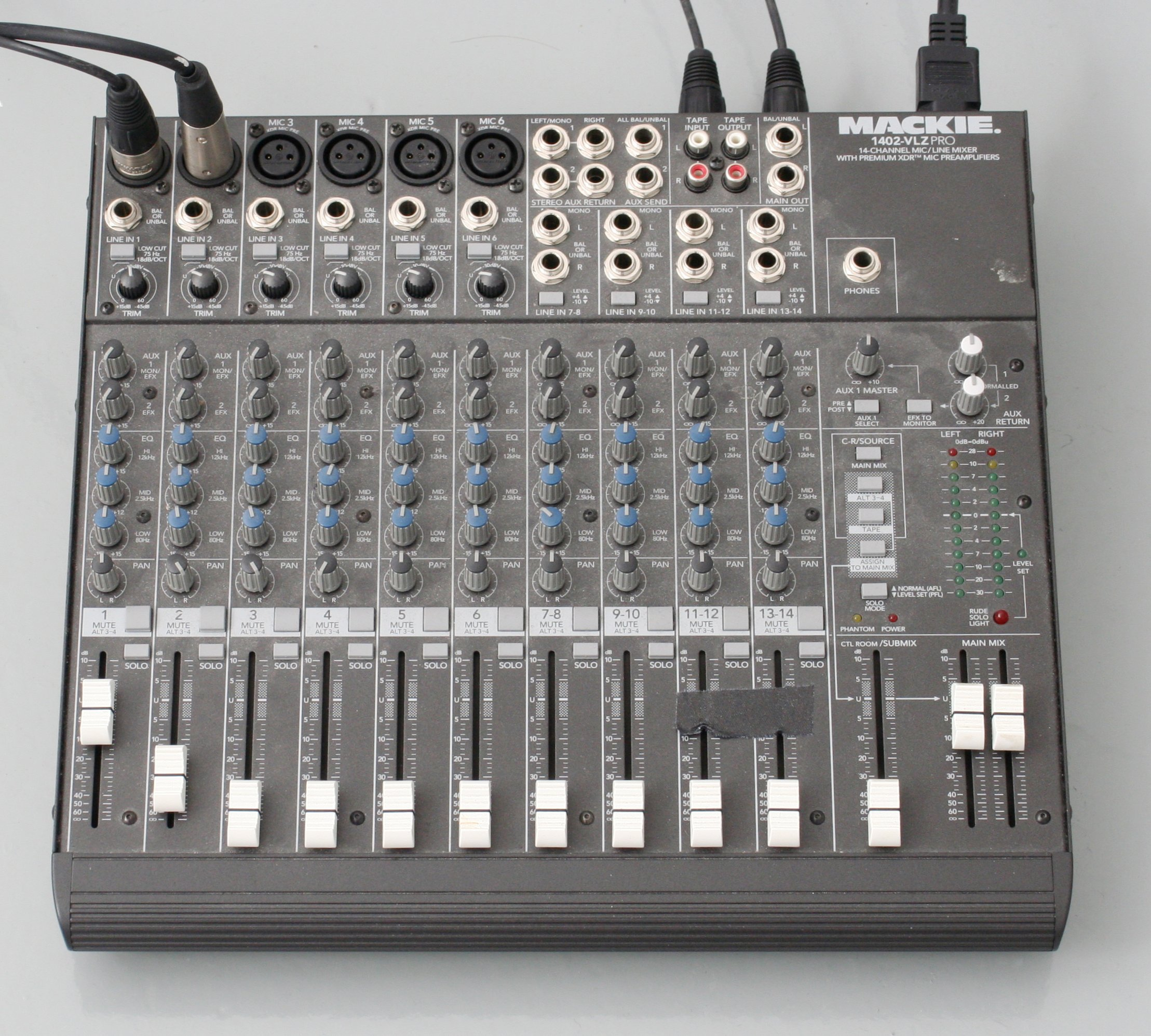
Table de mixage Mackie

Mackie est une marque américaine, et filiale de LOUD Technologies, fondée par Greg Mackie. Elle est spécialisée dans le matériel de sonorisation et d'enregistrement : ses tables de mixage, ses enceintes et ses surfaces de contrôle sont utilisées partout dans le monde par les professionnels de la musique. Cette marque est considérée par beaucoup comme étant une référence en console de mixage bon marché. Le matériel est conçu aux USA mais entièrement fabriqué en Chine. 